# Snowboard ai XXII Giochi olimpici invernali - Slalom gigante parallelo femminile
Tra le competizione dello snowboard che si terranno ai XXII Giochi olimpici invernali di Soči (in Russia) ci sarà lo slalom gigante parallelo femminile . L'evento è previsto per il 19 febbraio e si svolgerà sul tracciato di Krasnaja Poljana.
Detentrice del titolo di campionessa olimpica uscente era l'olandese Nicolien Sauerbrei, che vinse a Vancouver 2010, sul tracciato di Whistler (in Canada), precedendo la russa Yekaterina Ilyukhina (medaglia d'argento) e l'austriaca Marion Kreiner (medaglia di bronzo).
Campionessa olimpica si è laureata la svizzera Patrizia Kummer, che ha preceduto in finale la giapponese Tomoka Takeuchi, medaglia d'argento, la finale per la medaglia di bronzo è andata alla russa Alëna Zavarzina.

## Qualificazioni
| Pos. | Atleta               | Nazionale   | Pista rossa | Pista blu | Totale  | Note |
| ---- | -------------------- | ----------- | ----------- | --------- | ------- | ---- |
| 1    | Tomoka Takeuchi      | Giappone    | 54"33       | 52"00     | 1'46"33 | Q    |
| 2    | Patrizia Kummer      | Svizzera    | 52"63       | 53"99     | 1'46"62 | Q    |
| 3    | Julie Zogg           | Svizzera    | 53"40       | 53"71     | 1'47"11 | Q    |
| 4    | Nicolien Sauerbreij  | Paesi Bassi | 53"59       | 53"63     | 1'47"22 | Q    |
| 5    | Marianne Leeson      | Canada      | 54"57       | 52"84     | 1'47"41 | Q    |
| 6    | Alëna Zavarzina      | Russia      | 53"31       | 54"34     | 1'47"65 | Q    |
| 7    | Claudia Riegler      | Austria     | 54"04       | 54"68     | 1'48"62 | Q    |
| 8    | Caroline Calvé       | Canada      | 53"68       | 55"11     | 1'48"79 | Q    |
| 9    | Ekaterina Ilyukhina  | Russia      | 55"39       | 53"63     | 1'49"02 | Q    |
| 10   | Ester Ledecká        | Rep. Ceca   | 53"77       | 55"40     | 1'49"17 | Q    |
| 11   | Selina Jörg          | Germania    | 56"25       | 53"39     | 1'49"64 | Q    |
| 12   | Ladina Jenny         | Svizzera    | 56"14       | 54"27     | 1'50"41 | Q    |
| 13   | Ina Meschik          | Austria     | 56"38       | 54"94     | 1'51"32 | Q    |
| 14   | Ariane Lavigne       | Canada      | 56"36       | 55"33     | 1'51"69 | Q    |
| 15   | Ekaterina Tudegeševa | Russia      | 54"33       | 57"44     | 1'51"77 | Q    |
| 16   | Corinna Boccacini    | Italia      | 56"78       | 55"07     | 1'51"85 | Q    |
| 17   | Stefanie Müller      | Svizzera    | 57"08       | 54"90     | 1'51"98 |      |
| 18   | Isabella Laböck      | Germania    | 56"99       | 55"02     | 1'52"01 |      |
| 19   | Hilde-Katrine Engeli | Norvegia    | 55"26       | 57"03     | 1'52"29 |      |
| 20   | Marion Kreiner       | Austria     | 55"30       | 57"10     | 1'52"40 |      |
| 21   | Annamari Chundak     | Ucraina     | 57"61       | 56"10     | 1'53"71 |      |
| 22   | Michelle Dekker      | Paesi Bassi | 56"50       | 57"24     | 1'53"74 |      |
| 23   | Valeriya Tsoy        | Kazakistan  | 57"04       | 57"53     | 1'54"57 |      |
| 24   | Gloria Kotnik        | Slovenia    | 1'00"85     | 56"83     | 1'57"68 |      |
| 25   | Anke Karstens        | Germania    | 1'05"90     | 53"39     | 1'59"29 |      |
| 26   | Nadya Ochner         | Italia      | 1'04"08     | 55"80     | 1'59"88 |      |
| 27   | Nina Micić           | Serbia      | 1'04"01     | 1'00"93   | 2'04"94 |      |
| 28   | Karolina Sztokfisz   | Polonia     | 1'09"96     | 58"44     | 2'08"40 |      |
| 29   | Julia Dujmovits      | Austria     | DSQ         | 59"98     | DSQ     | DSQ  |
| 30   | Amelie Kober         | Germania    | DSQ         | 1'35"30   | DSQ     | DSQ  |
|      | Natalia Soboleva     | Russia      | DSQ         | —         | DSQ     | DSQ  |
|      | Aleksandra Król      | Polonia     | DSQ         | —         | DSQ     | DSQ  |

### Fase ad eliminazione diretta
| Ottavi di finale | Ottavi di finale     | Ottavi di finale |  |  | Quarti di finale | Quarti di finale | Quarti di finale |  |  | Semifinali | Semifinali      | Semifinali |  |             | Finale      | Finale          | Finale |
|                  |                      |                  |  |  |                  |                  |                  |  |  |            |                 |            |  |             |             |                 |        |
| 1                | Tomoka Takeuchi      |                  |  |  |                  |                  |                  |  |  |            |                 |            |  |             |             |                 |        |
| 16               | Corinna Boccacini    | +1"93            |  |  | 1                | Tomoka Takeuchi  |                  |  |  |            |                 |            |  |             |             |                 |        |
| 9                | Ekaterina Ilyukhina  | +0"03            |  |  | 8                | Caroline Calvé   | +4"00            |  |  |            |                 |            |  |             |             |                 |        |
| 8                | Caroline Calvé       |                  |  |  |                  |                  |                  |  |  | 1          | Tomoka Takeuchi |            |  |             |             |                 |        |
| 5                | Marianne Leeson      |                  |  |  |                  |                  |                  |  |  | 13         | Ina Meschik     | DSQ        |  |             |             |                 |        |
| 12               | Ladina Jenny         | +0"30            |  |  | 5                | Marianne Leeson  | +0"30            |  |  |            |                 |            |  |             |             |                 |        |
| 13               | Ina Meschik          |                  |  |  | 13               | Ina Meschik      |                  |  |  |            |                 |            |  |             |             |                 |        |
| 4                | Nicolien Sauerbreij  | +0"05            |  |  |                  |                  |                  |  |  |            |                 |            |  |             | 1           | Tomoka Takeuchi | +7"32  |
| 14               | Ariane Lavigne       |                  |  |  |                  |                  |                  |  |  |            |                 |            |  |             | 2           | Patrizia Kummer |        |
| 3                | Julie Zogg           | +0"12            |  |  | 14               | Ariane Lavigne   | +7"27            |  |  |            |                 |            |  |             |             |                 |        |
| 6                | Alëna Zavarzina      |                  |  |  | 6                | Alëna Zavarzina  |                  |  |  |            |                 |            |  |             |             |                 |        |
| 11               | Selina Jörg          | +13"53           |  |  |                  |                  |                  |  |  | 6          | Alëna Zavarzina | DSQ        |  |             |             |                 |        |
| 7                | Claudia Riegler      | +0"49            |  |  |                  |                  |                  |  |  | 2          | Patrizia Kummer |            |  |             |             |                 |        |
| 10               | Ester Ledecká        |                  |  |  | 10               | Ester Ledecká    | +0"30            |  |  |            |                 |            |  | Terzo posto | Terzo posto | Terzo posto     |        |
| 2                | Patrizia Kummer      | +17"98           |  |  | 2                | Patrizia Kummer  |                  |  |  |            |                 |            |  |             | 13          | Ina Meschik     | +0"82  |
| 15               | Ekaterina Tudegeševa | +0"76            |  |  |                  |                  |                  |  |  |            |                 |            |  |             | 6           | Alëna Zavarzina |        |

Data: Mercoledì 19 febbraio 2014 

Qualificazioni

Ora locale: 09:00 

Fase ad eliminazione diretta

Ora locale: 13:00 
 
Pista: 

Partenza: m, arrivo:m

Lunghezza: m, dislivello: m

Tracciatore:, porte 

Legenda:
- DNS = non partito (did not start)
- DNF = prova non completata (did not finish)
- DSQ = squalificato (disqualified)
- Pos. = posizione
- Pett. = pettorale